# Lars Sonnesjö
Lars Sonnesjö, född 10 november 1951 i Gävle Heliga Trefaldighets församling, är en svensk skådespelare. Sonnesjö gick med i Byteatern i slutet av 1970-talet och arbetade där i 38 år.